# Kit Harington
Christopher Catesby "Kit" Harington, född 26 december 1986 i London, är en brittisk skådespelare och producent. Han är mest känd för sin roll som Jon Snow i HBO-serien Game of Thrones som han spelat från 2011 till 2019.

## Biografi
Harington gick i Worcester Sixth Form College, där han studerade drama och skådespeleri, mellan 2003 och 2005. Han tog sedan examen från  Central School of Speech and Drama år 2008. Hans första roll var i en teateruppsättning av War Horse som Albert Narracott.
Harington är gift med Game of Thrones-motspelaren Rose Leslie sedan den 23 juni 2018. I september 2020 meddelades det att hans maka Rose väntade deras första barn. Deras son föddes 2021.
I maj 2019 skrevs Harington in i en mentalvårds- och hälsofacilitet för att söka hjälp för personliga problem. Däribland blev han under denna tid diagnostiserad med ADD och fick hjälp att bli nykter alkoholist.

## Filmografi
| År        | Titel                                 | Roll                     | Anmärkning |
| --------- | ------------------------------------- | ------------------------ | ---------- |
| 2011–2019 | Game of Thrones                       | Jon Snow                 | TV-serie   |
| 2012      | Silent Hill Revelation 3D             | Vincent                  |            |
| 2014      | Pompeii                               | Milo                     |            |
| 2014      | Draktränaren 2                        | Eret, son av Eret (röst) |            |
| 2015      | Seventh Son                           | Billy Bradley            |            |
| 2015      | Testament of Youth                    | Roland Leighton          |            |
| 2016      | Brimstone                             | Samuel                   |            |
| 2017      | Gunpowder                             | Robert Catesby           | TV-serie   |
| 2018      | The Death and Life of John F. Donovan | John F. Donovan          |            |
| 2019      | Draktränaren 3                        | Eret, son av Eret (röst) |            |